# 나와타 카논
나와타 카논(일본어: 縄田 カノン, 1988년 9월 28일 ~ )는 일본의 배우이다. 오사카부 히라카타시 출신으로, 릿쿄 대학을 졸업하였다.